# Parc quasi national de Minami Bōsō
Le parc quasi national de Minami Bōsō (南房総国定公, Minami Bōsō Kokutei kōen) est un parc quasi national situé dans la préfecture de Chiba au Japon. Créé le 1er août 1958, il s'étend sur 56,85 km2.